# Maro pansibiricus
Maro pansibiricus är en spindelart som beskrevs av Andrei V. Tanasevitch 2006. Maro pansibiricus ingår i släktet Maro och familjen täckvävarspindlar. Inga underarter finns listade i Catalogue of Life.